# Filippo I di Schaumburg-Lippe
Filippo I di Schaumburg-Lippe (Lemgo, 18 luglio 1601 – Stadthagen, 10 aprile 1681) fu il fondatore della casa di Schaumburg-Lippe.

## Biografia
Filippo nacque a Lemgo, figlio di Simone VI di Lippe (1555-1613) e della sua seconda moglie, la contessa Elisabetta di Holstein-Schaumburg (1566-1638).
A seguito della morte del padre, nel 1613, ereditò Lippe-Alverdissen che governò sino alla creazione del Schaumburg-Lippe nel 1640.
Schaumburg-Lippe venne fondato come stato dopo la guerra dei trent'anni, quando Ottone V di Schaumburg morì senza eredi. A seguito della sua morte, la contea di Schaumburg venne consegnata in reggenza alla madre, la contessa Elisabetta di Lippe, come erede legale. Nel 1640 ella trasferì i propri diritti al di lei fratello Filippo, che divenne quindi il primo conte di Schaumburg-Lippe.
Regnò con questo titolo sino alla sua morte e gli succedette il figlio Federico Cristiano. Il suo secondo figlio, Filippo Ernesto, ricevette il Lippe-Alverdissen.

## Matrimonio e figli
Filippo si sposò il 13 ottobre 1644 a Stadthagen con Sofia di Assia-Kassel (1615-1670), figlia del langravio Maurizio d'Assia-Kassel, da cui ebbe dieci figli:
- Elisabetta (nata e morta nel 1646)
- Eleonora Sofia (1648-1671)
- Giovanna Dorotea (1649-1695)
- Edvige Luisa (1650-1731), sposò il duca Augusto di Schleswig-Holstein-Sonderburg-Beck
- Guglielmo Bernardo (nato e morto nel 1651)
- Elisabetta Filippina (1652-1703), sposò il conte Filippo Cristoforo di Breunner
- Carlotta Giuliana (1654-1684), sposò Johann Heinrich von Kuefstein
- Federico Cristiano (1655-1728), conte di Schaumburg-Lippe, sposò la contessa Giovanna Sofia di Hohenlohe-Langenburg
- Carlo Ermanno (1656-1657)
- Filippo Ernesto (1659-1723), conte di Lippe-Alverdissen, sposò la duchessa Dorotea Amalia di Schleswig-Holstein-Sonderburg-Beck

## Ascendenza
|                                            |   |                                 | Genitori               |  |  | Nonni |  |  | Bisnonni          |  |  | Trisnonni             |  |
|                                            |   |                                 |                        |  |  |       |  |  | Simone V di Lippe |  |  | Bernardo VII di Lippe |  |
|                                            |   |                                 |                        |  |  |       |  |  | Simone V di Lippe |  |  | Bernardo VII di Lippe |  |
|                                            |   | Anna di Holstein-Pinneberg      |                        |  |  |       |  |  | Simone V di Lippe |  |  |                       |  |
| Bernardo VIII di Lippe                     |   |                                 |                        |  |  |       |  |  | Simone V di Lippe |  |  |                       |  |
|                                            |   | Maddalena di Mansfeld-Mittelort | …                      |  |  |       |  |  |                   |  |  |                       |  |
|                                            |   | Maddalena di Mansfeld-Mittelort | …                      |  |  |       |  |  |                   |  |  |                       |  |
|                                            |   | Maddalena di Mansfeld-Mittelort | …                      |  |  |       |  |  |                   |  |  |                       |  |
| Simone VI di Lippe                         |   | Maddalena di Mansfeld-Mittelort |                        |  |  |       |  |  |                   |  |  |                       |  |
|                                            |   | Filippo III di Waldeck          | Filippo II di Waldeck  |  |  |       |  |  |                   |  |  |                       |  |
|                                            |   | Filippo III di Waldeck          | Filippo II di Waldeck  |  |  |       |  |  |                   |  |  |                       |  |
|                                            |   | Filippo III di Waldeck          | Caterina di Solms-Lich |  |  |       |  |  |                   |  |  |                       |  |
| Caterina di Waldeck-Eisenberg              |   | Filippo III di Waldeck          |                        |  |  |       |  |  |                   |  |  |                       |  |
|                                            |   | Anna di Kleve                   | Giovanni II di Kleve   |  |  |       |  |  |                   |  |  |                       |  |
|                                            |   | Anna di Kleve                   | Giovanni II di Kleve   |  |  |       |  |  |                   |  |  |                       |  |
|                                            |   | Anna di Kleve                   | Matilde d'Assia        |  |  |       |  |  |                   |  |  |                       |  |
| Filippo I di Schaumburg-Lippe              |   | Anna di Kleve                   |                        |  |  |       |  |  |                   |  |  |                       |  |
|                                            | … | …                               |                        |  |  |       |  |  |                   |  |  |                       |  |
|                                            | … | …                               |                        |  |  |       |  |  |                   |  |  |                       |  |
|                                            | … | …                               |                        |  |  |       |  |  |                   |  |  |                       |  |
| Ottone IV di Schaumburg-Holstein-Pinneberg | … |                                 |                        |  |  |       |  |  |                   |  |  |                       |  |
|                                            |   | …                               | …                      |  |  |       |  |  |                   |  |  |                       |  |
|                                            |   | …                               | …                      |  |  |       |  |  |                   |  |  |                       |  |
|                                            |   | …                               | …                      |  |  |       |  |  |                   |  |  |                       |  |
| Elisabetta di Holstein-Schaumburg          |   | …                               |                        |  |  |       |  |  |                   |  |  |                       |  |
|                                            |   | …                               | …                      |  |  |       |  |  |                   |  |  |                       |  |
|                                            |   | …                               | …                      |  |  |       |  |  |                   |  |  |                       |  |
|                                            |   | …                               | …                      |  |  |       |  |  |                   |  |  |                       |  |
| …                                          |   | …                               |                        |  |  |       |  |  |                   |  |  |                       |  |
|                                            |   | …                               | …                      |  |  |       |  |  |                   |  |  |                       |  |
|                                            |   | …                               | …                      |  |  |       |  |  |                   |  |  |                       |  |
|                                            |   | …                               | …                      |  |  |       |  |  |                   |  |  |                       |  |
|                                            |   | …                               |                        |  |  |       |  |  |                   |  |  |                       |  |